# Nabelschnurvorfall

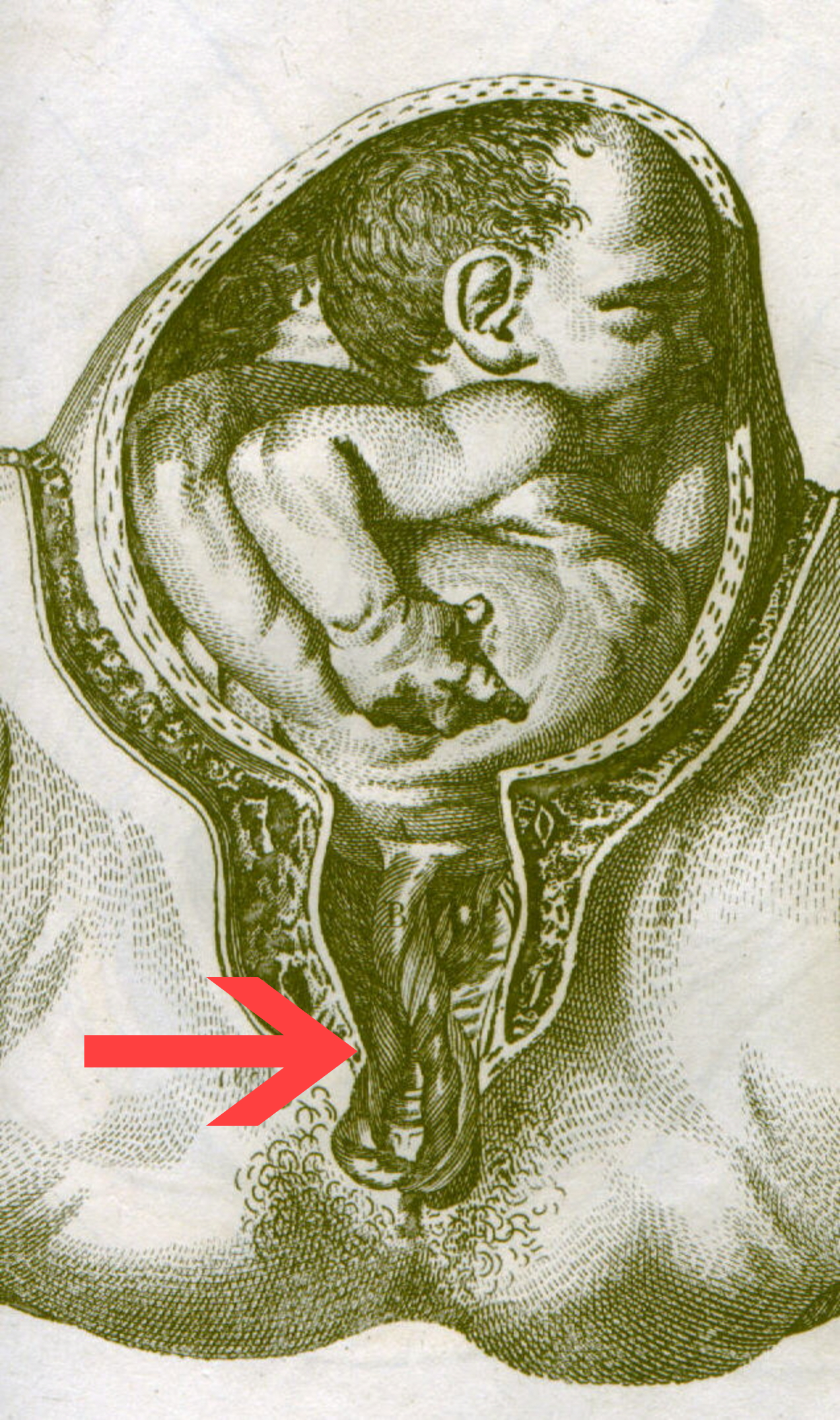
Nabelschurvorfall nach W. Smellie, 1792

Der Nabelschnurvorfall ist ein geburtshilflicher Notfall, bei dem bei einem vorzeitigen Blasensprung oder während der Geburt nach dem Blasensprung die Nabelschnur vor den vorangehenden Teil des Kindes rutscht, diese kann dabei abgeklemmt werden. Diese für das Kind gefährliche Komplikation kann zum Sauerstoffmangel (Hypoxie) mit möglicher Behinderung oder bis zum Tod des Föten führen. Kommt die Nabelschnur bei noch erhaltener Fruchtblase vor dem vorangehenden Teil des Kindes zu liegen, spricht man hingegen vom Vorliegen der Nabelschnur.

## Epidemiologie und Ätiologie
Die Häufigkeit des Nabelschnurvorfalls beträgt etwa 0,3 % unter allen Geburten in Deutschland. Als Ursache wird eine mangelhafte Abdichtung des Geburtskanals durch das Kind angesehen. Prädisponierend sind Einstellungs-, Lage- und Haltungsanomalien, Frühgeburten, hypotrophe Kinder, ein Hydramnion und ein tiefer Sitz der Plazenta. Bei Zwillingsschwangerschaften ist bei monoamniotischen ("eineiigen") Zwillingen, der zweite Zwilling immer durch einen Nabelschnurvorfall bedroht, bei diamniotischen Zwillingen nur dann, wenn der Blasensprung erfolgt, bevor er sich in das mütterliche Becken eingestellt hat.
Ein relatives Missverhältnis, welches entsteht, wenn der kindliche Kopf beim Blasensprung noch hoch über dem Beckeneingang steht, begünstigt ebenfalls einen Nabelschnurvorfall.
Durch eine Amniotomie bei noch nicht eingestelltem Kind kann es zum iatrogenen Nabelschnurvorfall kommen. Am häufigsten werden Nabelschnurvorfälle bei Quer-, Schräg- oder Fußlage und Mehrlingsgeburten beobachtet.

## Symptomatik und Diagnostik
Erste Hinweise auf das Vorliegen oder den Vorfall der Nabelschnur geben neuaufgetretene variable Dezelerationen und Bradykardien in der Kardiotokographie (CTG). Die Verdachtsdiagnose wird anschließend bei der vaginalen Palpation gesichert: die pulsierende Nabelschnur ist vor dem kindlichen Teil tastbar. Sollte weiterhin Zweifel bestehen, wird die Diagnose durch die Spekulumeinstellung bei ausreichend geöffnetem Muttermund oder durch eine Amnioskopie verifiziert.

## Therapie

### Vorliegen der Nabelschnur
Beim Vorliegen der Nabelschnur lässt diese sich durch Beckenhochlagerung oder Seitenlagerung der Schwangeren oftmals reponieren. In diesen Fällen ist die physiologische vaginale Geburt möglich: unter kontinuierlicher Überwachung des Kindes durch Kardiotokographie wird die Geburt eingeleitet, während ein OP-Team bereitsteht, um bei Komplikationen einen Kaiserschnitt vorzunehmen.
Erweist sich die fetale Bradykardie als sehr ausgeprägt, erfolgt eine intrauterine Reanimation durch Verabreichung von Fenoterol (Partusisten), einem beta-Sympathomimetikum.

### Nabelschnurvorfall
Bei einem Nabelschnurvorfall wird notfallmäßig eine sofortige Sectio durchgeführt, um eine kindliche Hypoxie zu vermeiden. Um die Nabelschnur bis zum Operationsbeginn zu entlasten, wird das mütterliche Becken hochgelagert und der vorangehende Teil des Kindes samt Nabelschnur, mit einer Hand, von vaginal zurückgeschoben ins Cavum uteri. Wenn die fetale Bradykardie sehr ausgeprägt ist, muss mittels Fenoterol eine intrauterine Reanimation versucht werden. Evtl. müssen zusätzlich Tokolytika langsam infundiert werden.
Bei diagnostiziertem vorzeitigem Blasensprung muss vor der geplanten Sectio der Zustand des Feten mittels Kardiotokographie und Sonographie genaustens bestimmt werden. Ist der Fetus bereits abgestorben, oder die fetale Bradykardie bestand mehr als 20 min, sollte die vaginale Geburt eingeleitet werden.

## Vorsichtsmaßnahmen
Wenn bei einem Blasensprung der kindliche Kopf noch keinen Bezug zum Becken hat, sollte die Schwangere liegend, in Linksseitenlage zur Vermeidung eines Vena-cava-Kompressionssyndroms, per Krankentransport in ein Krankenhaus gebracht werden, um einem Nabelschnurvorfall vorzubeugen.